# Columbário Constantiniano

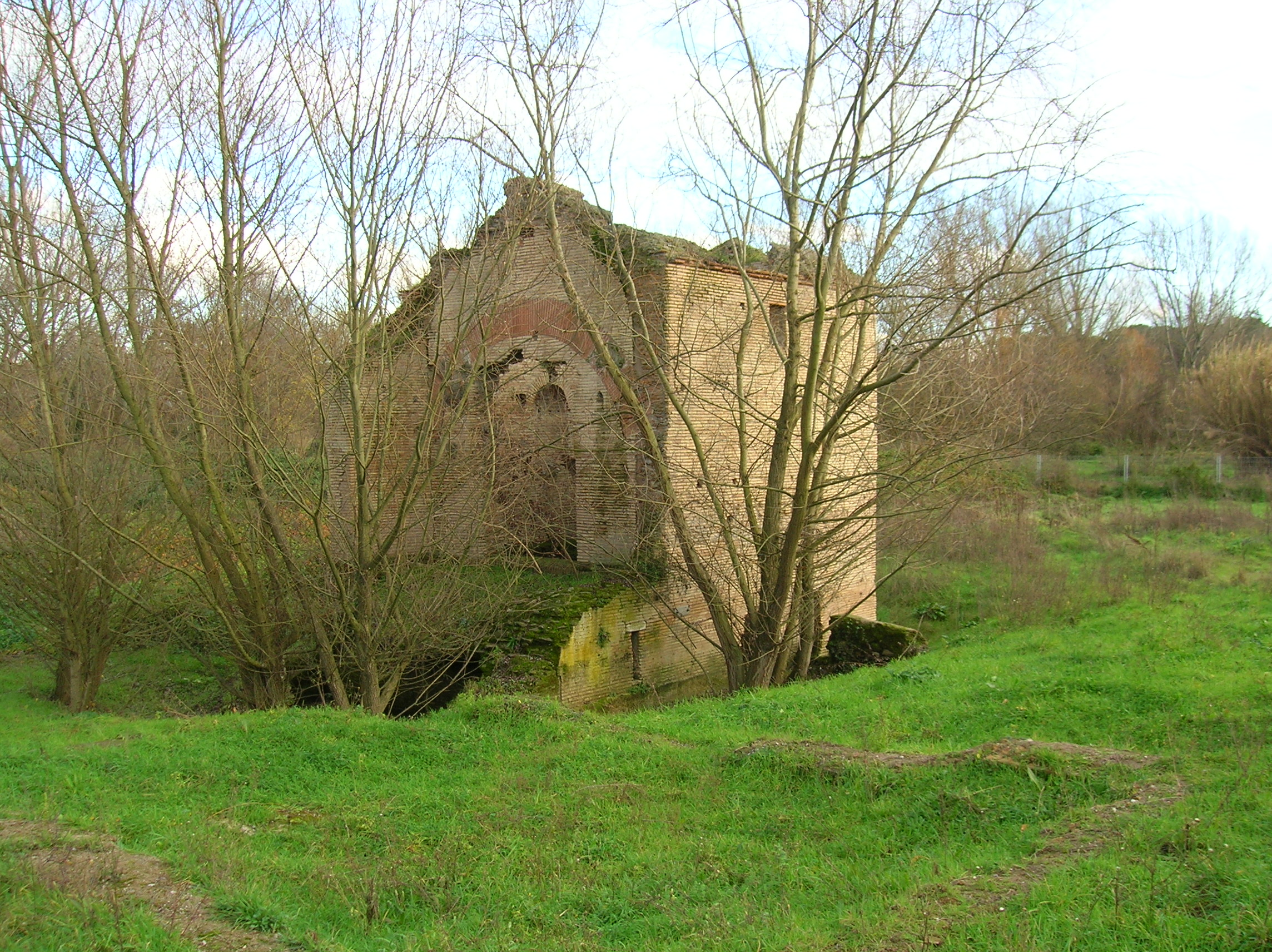
Vista do columbário no Parco Regionale dell'Appia Antica.

Columbário Constantiniano é um sepulcro no formato de um pequeno templo localizado no Parco Regionale dell'Appia Antica, no quartiere Appio-Latino de Roma.

## História
O monumento remonta ao século II, tem planta retangular (5,4 x 7,8 metros) e tem dois pisos, com um pronau na frente (in antis) em opus lateritium; o trabalho foi realizado em duas cores, ou seja, com tijolos amarelos para a estrutura e vermelhos para a decoração. As paredes do edifício foram conservadas até a beira do teto, que, acredita-se, tinha duas águas. A cela (4,96 x 4,30 m) tinha uma abóbada em cruzaria com um arcossólio ao fundo entre nichos semicirculares, nas paredes laterais estão nichos idênticos e, na de fundo, está uma ampla janela; vestígios das lajes de mármore que cobriam os nichos permaneceram.
As câmaras funerárias ficavam no piso inferior, como de costume, com acesso no lado longo a nordeste e sobre o qual ficava, provavelmente, uma inscrição enquadrada por uma cornija de tijolo vermelho. Algumas descobertas arqueológicas demonstraram o uso do edifício também no período medieval: foi utilizado como moinho, com uma rota para as pás horizontais. Entre os séculos XVII e XVIII, um incêndio destruiu o edifício, que foi abandonado logo depois.